# Kurs'90
Kurs '90 – informatyczny system rezerwacji i sprzedaży biletów kolejowych stworzony pierwotnie w końcu lat 80. XX w. dla Deutsche Bundesbahn, wykorzystywany m.in. również przez PKP Intercity i Przewozy Regionalne.

## Kurs '90 w PKP
Centralnym elementem systemu jest serwer Tandem. Komunikacja odbywała się pierwotnie w oparciu o modemy z wykorzystaniem protokołu X.25 (sieć KOLPAK). Obecnie komunikacja odbywa się z wykorzystaniem protokołu IP, a dane tłumaczone są na X.25 przez specjalną bramę AIN.
Kurs'90 jest połączony z innymi systemami rezerwacji w Europie. Z systemem współpracują kasy produkcji Avista TTF i rPOS (rPOS2004).
W Kurs'90 opisane są między innymi wszystkie stacje i przystanki kolejowe, oferty, zniżki, przewoźnicy.